# Acumontia flavispinus
Acumontia flavispinus is een hooiwagen uit de familie Triaenonychidae. De wetenschappelijke naam van Acumontia flavispinus gaat  terug op Lawrence.